# Belchite (ort)
Belchite (occitanska: Belgit) är en ort i Spanien.   Den ligger i provinsen Provincia de Zaragoza och regionen Aragonien, i den nordöstra delen av landet, 270 km öster om huvudstaden Madrid. Belchite ligger 449 meter över havet och antalet invånare är 1 568.
Terrängen runt Belchite är lite kuperad. Runt Belchite är det mycket glesbefolkat, med 6 invånare per kvadratkilometer. Belchite är det största samhället i trakten. Omgivningarna runt Belchite är i huvudsak ett öppet busklandskap.
Belchite bombades svårt under spanska inbördeskriget 1937 och är idag en ruinstad.